# Aphodius plagiatus
Aphodius plagiatus (лат.) — вид пластинчатоусых жуков из подсемейства афодин. Обитают в жирной почве.
Имаго длиной 3—4 мм. Тело чёрное. Надкрылья обычно с бронзовым блеском, очень редко каждое с продольной красной перевязью. Надкрылья в очень тонких бороздках, точки которых зазубривают края бороздок. Промежутки бороздок совсем плоские.

## Синонимы
В синонимику вида входят следующие биномены:
- Scarabaeus plagiatus Linnaeus, 1767basionym
- Aphodius bivittatus Everts, 1903